# Заріччя (Смолевицький район, Плиська сільська рада)
Заріччя (біл. вёска Зарэчча) — село в складі Смолевицького району Мінської області, Білорусь. Село підпорядковане Плиській сільській раді, розташоване в центральній частині області.